# Canthigaster ocellicincta
Canthigaster ocellicincta is een straalvinnige vissensoort uit de familie van kogelvissen (Tetraodontidae). De wetenschappelijke naam van de soort is voor het eerst geldig gepubliceerd in 1977 door Allen & Randall.